# SMS V 191
SMS V 191 – niemiecki niszczyciel z okresu I wojny światowej, dwunasta jednostka typu V 180. Okręt zatonął na minie na Bałtyku 17 grudnia 1915 roku .